# 汉莎区域航空
汉莎区域航空（德語：Lufthansa Regional）成立于2004年1月，是汉莎航空的一个支线航班网络联盟品牌。 它由汉莎航空旗下5个支线航空公司组成，这些航空公司都或多或少的执飞汉莎航班及使用汉莎标识。汉莎区域航空也是星空联盟的区域性会员， 目前共计拥有151架客机，每周设有超过6000个航班飞往欧洲的80个目的地，年发送旅客量达1050万人次。

## 成员
以下5个支线航空公司的航班都以汉莎区域航空的名义运作：
- 多洛米蒂航空（汉莎航空全资控股意大利子公司）
- 奥格斯堡航空
- 康塔克特航空
- 欧洲之翼（汉莎航空持有49%股权子公司）
- 汉莎城际航空（汉莎航空全资控股子公司）

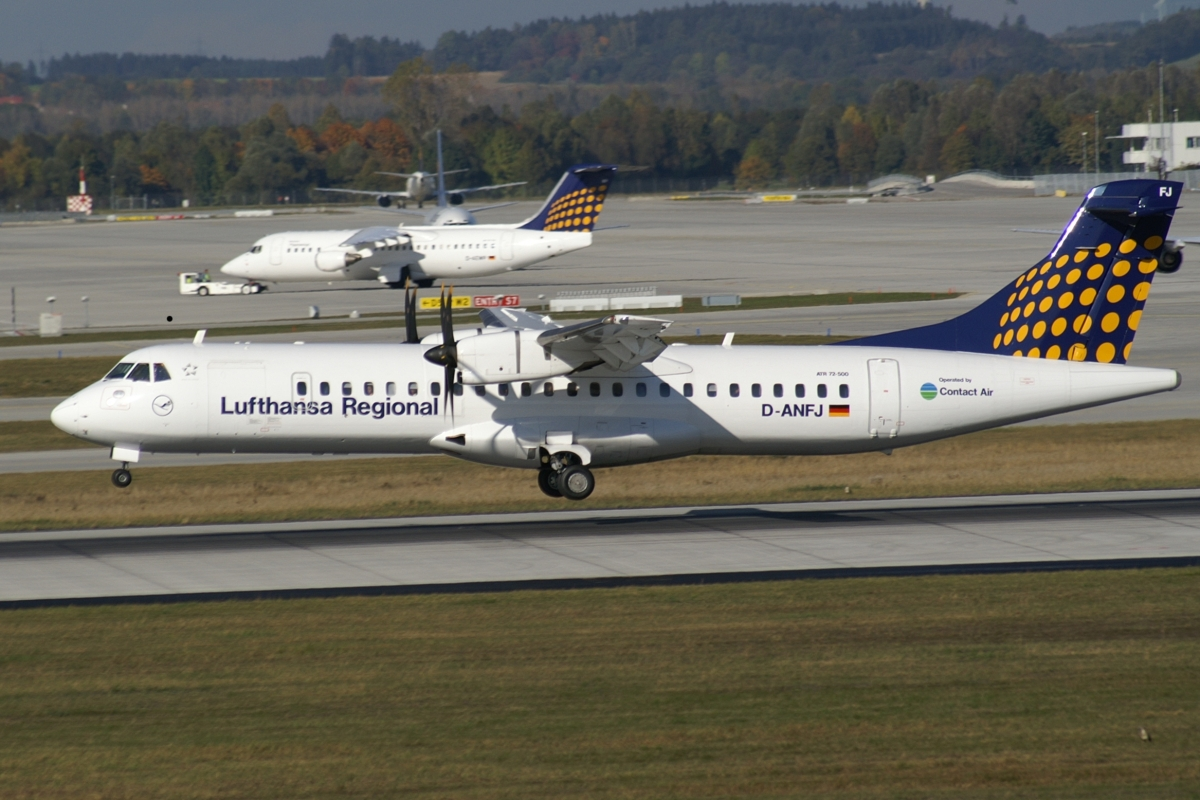
康塔克特航空的ATR 72型客机在慕尼黑机场

这其中，汉莎城际航空是唯一一家其飞机尾翼涂装与汉莎航空保持一致的企业。奥格斯堡航空、康塔克特航空和欧洲之翼均在机身显眼处印有汉莎区域航空字样，尾翼则印有经过特殊设计的汉莎区域航空标志。多洛米蒂航空则享有特殊地位，因为这家公司被允许保留自己的品牌，从属于汉莎航空的印记在其机身上并不显著。尽管如此，多洛米蒂航空仍在其机身上印有“汉莎航空成员”字样，如同小型的代码共享伙伴。